# Paratrichocladius hamatus
Paratrichocladius hamatus är en tvåvingeart som beskrevs av Wang och Zheng 1990. Paratrichocladius hamatus ingår i släktet Paratrichocladius och familjen fjädermyggor. Inga underarter finns listade i Catalogue of Life.